# Timon Burmeister
Timon Burmeister (* 22. November 2002 in Oldenburg in Holstein) ist ein deutscher Fußballspieler.

## Karriere

### Verein
Burmeister begann seine Karriere beim TSV Neustadt in Holstein. Zur Saison 2015/16 wechselte er zum VfB Lübeck. Zur Saison 2017/18 wechselte er in die Jugend des VfL Wolfsburg. In Wolfsburg spielte er dann ab der Saison 2019/20 auch für die A-Junioren. Zur Saison 2021/22 wechselte der Angreifer zur Regionalliga-Mannschaft von Zweitligist Hamburger SV. Für HSV II kam er in zwei Saisonen zu 51 Einsätzen in der Regionalliga, in denen er zweimal traf.
Zur Saison 2023/24 wechselte Burmeister zum österreichischen Zweitligisten SV Lafnitz. Sein Debüt in der 2. Liga gab er im Juli 2023, als er am ersten Spieltag jener Saison gegen die Kapfenberger SV in der Startelf stand. Für Lafnitz absolvierte er insgesamt 38 Zweitligaspiele, ehe er mit den Steirern am Ende der Saison 2024/25 aus der 2. Liga abstieg.
Zur Saison 2025/26 wechselte Burmeister daraufhin zurück nach Deutschland und unterschrieb einen Zweijahresvertrag beim Regionalligisten FC Carl Zeiss Jena.

### Nationalmannschaft
Burmeister spielte zwischen Oktober und November 2017 dreimal für die deutsche U-16-Auswahl. Zwischen September und November 2018 kam er dann sechsmal im U-17-Team zum Zug.